# Heinrich Sittler
Heinrich Sittler ist ein ehemaliger österreichischer Administrativer Direktor der Österreichischen Bundesbahnen.

## Leben
1966 war er in der Generaldirektion der Österreichischen Bundesbahnen in der Kommerziellen Direktion als Bundesbahn-Oberrevident (Diensttitel der Gehaltsgruppe VIIa), 1968 als Bundesbahn-Inspektor (Gehaltsgruppe VIII), eingesetzt. Heinrich Sittler war 1977 Leiter der Geschäftsstelle zur Besorgung privatwirtschaftlicher Agenden auf Grund des Bundesgesetzes. Mindestens von 1980 bis 1984 war er Administrativer Direktor der Österreichischen Bundesbahnen in der Bundesbahngeschäftsstelle
Heinrich Sittler trägt den akademischen Grad Mag. jur.

## Auszeichnungen und Ehrungen
- Großes Ehrenzeichen für Verdienste um die Republik Österreich[5]